# Onderstepoort Journal of Veterinary Research
Das Onderstepoort Journal of Veterinary Research (Abkürzung Onderstepoort J. Vet. Res.) ist eine tiermedizinische Fachzeitschrift, die vom Onderstepoort Veterinary Institute herausgegeben wird. Sie veröffentlicht Originalarbeiten zu Infektionskrankheiten, Parasitosen und Krankheitsvektoren bei Haus- und Wildtieren mit dem Schwerpunkt Afrika. Dabei werden Artikel zur Diagnostik, Bekämpfung und Ausrottung dieser Krankheiten bevorzugt. Fallstudien, Einzelfallberichte oder Artikel zur Klein- und Heimtieren werden dagegen nicht veröffentlicht.
Die Zeitschrift geht auf Arnold Theiler, einen Schweizer Forscher und Begründer der Tiermedizin in Afrika zurück. Er errichtete auf der Farm De Onderstepoort nördlich von Pretoria ein Forschungslabor, das heutige ARC-Onderstepoort Veterinary Institute, und initiierte ab 1903 ein bis zwei Reports of the Government Veterinary Bacteriologist of the Transvaal pro Jahr, die ab 1911 von den Reports of the Director of Veterinary Services abgelöst wurden. Diese wurden in den Folgejahren in verschiedene Fachgebiete (Virologie, Parasitologie, Pathologie, Bakteriologie und Toxikologie) unterteilt. 1933 wurde dann der erste Jahrgang des The Onderstepoort Journal of Veterinary Research and Animal Industry publiziert, welches ab 1951 unter dem heutigen Namen fortgesetzt wurde. Ab 1962 erschien das Journal halbjährlich, ab 1970 vierteljährlich. 1973 wurde die Fachzeitschrift vom Onderstepoort Veterinary Institute lösgelöst, war aber vornehmlich ein Organ des südafrikanischen Landwirtschaftsministeriums und der Universität Pretoria. Erst 1992 wurde sie in eine international ausgerichtete Publikation umgewandelt. 2010 wurde das Onderstepoort Journal of Veterinary Research eine Open-Access-Zeitschrift.
Der Impact Factor beträgt 1,792, der h-Index 37.